# Nglongsor
Nglongsor is een bestuurslaag in het regentschap Trenggalek van de provincie Oost-Java, Indonesië. Nglongsor telt 4041 inwoners (volkstelling 2010).